# Oreophantes recurvatus
Oreophantes recurvatus là một loài nhện trong họ Linyphiidae.
Loài này thuộc chi Oreophantes. Oreophantes recurvatus được James Henry Emerton miêu tả năm 1913.